# Cavaillon (rivier)
De Cavaillon is een rivier in het zuiden van Haïti. De rivier heeft een lengte van 43 kilometer. Het debiet bedraagt 8 m³/s.